# Nucor
Nucor Corporation è una società per azioni statunitense, costituita nel 1955,  operativa nel settore della siderurgia.
La società è quotata presso la Borsa valori di New York. Fa parte delle aziende inserite nella classifica Fortune 500 e si trova al 151º posto nel 2008.

## Storia
Le origini della Nucor possono essere fatte risalire ad una REO Motor Car Company, fondata nel 1905 da Ransom E. Olds, fondatore della ben più nota casa automobilistica Oldsmobile; la REO fu una società innovativa, essendo stata la prima in America a produrre veicoli regolarmente commercializzati dotati di luci elettriche, avviamento elettrico e pneumatici.
La società fondata da Olds attraversò diverse vicissitudini, passaggi di proprietà, fusioni, cambi di denominazione, finché, nel 1955, divenne la Nuclear Corporation of America (da cui l'attuale denominazione Nucor), società attiva nell'elettronica e nella strumentazione per uso nucleare. In pochi anni la società ampliò il proprio raggio d'azione con l'acquisizione di numerose società operanti in campi diversi, tra cui una Vulcraft Corp., società della Carolina del Sud attiva nella produzione di travi e putrelle in acciaio, che finirà per costituire il vero e proprio nucleo della società attuale.
La troppo grande e rapida espansione del gruppo facente capo alla Nuclear Corp. non mancò di far sentire i suoi effetti negativi sull'andamento della società, che attraverso diversi anni con risultati economici negativi fino a trovarsi, nel 1965, sull'orlo del fallimento. La proprietà mise allora alla guida del gruppo Ken Iverson, già direttore generale della Vulcraft, come presidente e Sam Siegel, già revisore della Nuclear, come vicepresidente e responsabile finanziario. Il nuovo management procedette rapidamente alla vendita di numerose società del gruppo, consentendo il recupero di risorse finanziarie tali da consentire un certo riequilibrio in modo da poter concentrare l'attività sulla Vulcraft, la società più redditizia del gruppo.
Una delle prime iniziative per migliorare la redditività della Vulcraft fu quella di provvedere alla produzione in proprio delle barre d'acciaio, stante il loro elevato costo d'acquisto sul mercato. La società decise pertanto di costruire un forno elettrico ad arco, tecnologia che stava all'epoca prendendo piede soprattutto in Europa, per ricavare le barre stesse dalla lavorazione e dal riciclaggio dei rottami ferrosi. Il forno venne inaugurato a Darlington (Carolina del Sud) nel 1969 e costituì il prototipo per diversi altri successivamente realizzati dalla società e da altri.
Nel 1972, su proposta di Sam Siegel, la società adottò ufficialmente la denominazione attuale Nucor Corporation.

## Dati economici e finanziari
Al 31 dicembre 2007 il gruppo facente capo a Nucor aveva un capitale investito consolidato di circa 9,83 miliardi di $, con un patrimonio netto di circa 5,11 miliardi di $. Nell'esercizio 2007 ha sviluppato un fatturato consolidato di circa 16,59 miliardi di $ impiegando circa 18.000 dipendenti e chiudendo con un utile netto consolidato di circa 1,47 miliardi di $.
Secondo il rapporto trimestrale al 30 settembre 2008, nei primi nove mesi dell'esercizio la società ha sviluppato un fatturato consolidato di circa 19,51 miliardi di $ con un utile consolidato di circa 1,73 miliardi di $.